# Gran Premi del Canadà del 1974
Resultats del Gran Premi del Canadà de Fórmula 1 de la temporada 1974, disputat al circuit urbà de Mosport el 22 de setembre del 1974.

## Resultats de la cursa
| Pos | No | Pilot                | Equip               | Voltes | Temps/ Retir.         | Pos. de sort. | Punts |
| --- | -- | -------------------- | ------------------- | ------ | --------------------- | ------------- | ----- |
| 1   | 5  | Emerson Fittipaldi   | McLaren - Ford      | 80     | 1h 40' 26. 1          | 1             | 9     |
| 2   | 11 | Clay Regazzoni       | Ferrari             | 80     | + 13.034 s            | 6             | 6     |
| 3   | 1  | Ronnie Peterson      | Lotus - Ford        | 80     | + 14.494 s            | 10            | 4     |
| 4   | 24 | James Hunt           | Hesketh - Ford      | 80     | + 15.669 s            | 8             | 3     |
| 5   | 4  | Patrick Depailler    | Tyrrell - Ford      | 80     | + 55.322 s            | 7             | 2     |
| 6   | 6  | Denny Hulme          | McLaren - Ford      | 79     | + 1 Volta             | 14            | 1     |
| 7   | 55 | Mario Andretti       | Parnelli - Ford     | 79     | + 1 Volta             | 16            |       |
| 8   | 8  | Carlos Pace          | Brabham - Ford      | 79     | + 1 Volta             | 9             |       |
| 9   | 7  | Carlos Reutemann     | Brabham - Ford      | 79     | + 1 Volta             | 4             |       |
| 10  | 19 | Helmuth Koinigg      | Surtees - Ford      | 78     | + 2 Voltes            | 22            |       |
| 11  | 27 | Rolf Stommelen       | Lola - Ford         | 78     | + 2 Voltes            | 11            |       |
| 12  | 66 | Mark Donohue         | Penske - Ford       | 78     | + 2 Voltes            | 24            |       |
| 13  | 2  | Jacky Ickx           | Lotus - Ford        | 78     | + 2 Voltes            | 21            |       |
| 14  | 26 | Graham Hill          | Lola - Ford         | 77     | + 3 Voltes            | 20            |       |
| 15  | 21 | Jacques Laffite      | Iso Marlboro - Ford | 74     | Punxada               | 18            |       |
| 16  | 33 | Jochen Mass          | McLaren - Ford      | 72     | + 8 Voltes            | 12            |       |
| NC  | 15 | Chris Amon           | BRM                 | 70     | No Classificat        | 25            |       |
| Ret | 12 | Niki Lauda           | Ferrari             | 67     | Accident              | 2             |       |
| Ret | 16 | Tom Pryce            | Shadow - Ford       | 65     | Motor                 | 13            |       |
| Ret | 28 | John Watson          | Brabham - Ford      | 61     | Suspensions           | 15            |       |
| NC  | 14 | Jean-Pierre Beltoise | BRM                 | 60     | No Classificat        | 17            |       |
| Ret | 3  | Jody Scheckter       | Tyrrell - Ford      | 48     | Frens                 | 3             |       |
| Ret | 17 | Jean-Pierre Jarier   | Shadow - Ford       | 46     | Palier                | 5             |       |
| Ret | 20 | Arturo Merzario      | Iso Marlboro - Ford | 40     | Direcció              | 19            |       |
| Ret | 50 | Eppie Wietzes        | Brabham - Ford      | 33     | Motor                 | 26            |       |
| Ret | 9  | Hans Joachim Stuck   | March - Ford        | 12     | Prob. amb combustible | 23            |       |
| NVQ | 18 | Derek Bell           | Surtees - Ford      |        |                       |               |       |
| NVQ | 22 | Mike Wilds           | Ensign - Ford       |        |                       |               |       |
| NVQ | 10 | Vittorio Brambilla   | March - Ford        |        |                       |               |       |
| NVQ | 42 | Ian Ashley           | Brabham - Ford      |        |                       |               |       |

## Altres
- Pole: Emerson Fittipaldi 1' 13. 188
- Volta ràpida: Niki Lauda 1' 13. 659 (a la volta 60).